# Избеглиштво: ризик по ментално здравље (књига)
Избеглиштво: ризик по ментално здравље једна је од пет књига библиотеке И то је живот ауторке Јелене Влајковић, објављена 2000. године у издању Југословенског Црвеног крста и Међународне фередација друштава Црвеног крста и Црвеног полумесеца.

## О аутору
Јелена Влајковић (1943-2015) је била специјалиста за медицинску психологију и професорка на одељењу за психологију Филозофског факултета у Београду. Ауторка је преко 50 стручних и научних радова, 5 књига, осмислила и реализовала многе примарно превентивне пројекте. Добитница је награде за популаризацију савремене психологије коју додељује Друштво психолога Србије 1987. године.

## О делу
Југословенски црвени крст и Међународна федерација друштава Црвеног крста и Црвеног полумесеца, свесни реалне опасности да се у избеглиштву може пореметити ментално здравље, покренули су библиотеку под називом И то је живот. Избеглиштво: ризик по ментално здравље је једна од пет књига објављених у библиотеци која је посвећена теми менталног стаља избеглица.
Књига је намењена, пре свега, онима који пролазе кроз дугогодишње кризе прилагођавања на живот у избеглиштву. Књига за њих може да буде нека врста приручника за самопомоћ и помоћ својим најближима. Људи у избеглиштву доживљавају трауме и ауторка истиче да многи нису свесни да трауме и стресови не престају када се особе нађу на сигурном. Живот сваког од нас бива у рату и избеглиштву уздрмана из темеља. Подсећа да су многе од њих често малтретирале најближе комшије и пријатељи друге националности. Мешовити бракови су се распадали. Људи који су раније били тананијег душевног здравља у већој су опасности да у ситуацији избеглиштва реагују на начин који се препознаје као болест.